# Bādakku
Bardock (バーダック) là một nhân vật hư cấu trong Dragon Ball Z. Tên của ông là một sự chơi chữ trên cây ngưu bảng thảo mộc lớn (chơi chữ này là rõ ràng hơn trong manga Dragon Ball, nơi tên của nhân vật đánh vần có nghĩa là Chi Ngưu bảng).
Bardock mang những đặc điểm tính cách khá điển hình của người Saiyan, 1 chủng tộc chiến binh máu lạnh thích hủy diệt sự sống. Bardock là một người ung dung và có tính cách khá lỳ lợm, ông không quan tâm nhiều về vai trò một người cha, vì vậy mà ông thường không thừa nhận đứa con Kakarot, trừ khi nó là một chủ đề nói chuyện trong trung đoàn của mình. Dù vậy thì Bardock lại quan tâm sâu sắc đến các thành viên của tiểu đội của mình.
Bardock thể hiện sự dũng cảm của mình khi nhìn thấy tận thế xảy đến trước mắt: thay vì chạy trốn cho mạng sống của riêng mình, ông đã chọn ở lại và chiến đấu cho đến chết. Trong cuộc đối đầu cuối cùng của ông với Frieza, Bardock đã có một sự thay đổi đáng kể trong trái tim.

## Bardock và đội ngũ
Ngoài chức vụ phó tư lệnh binh đoàn Saiyan, Bardock còn là một Saiyan đánh thuê của quân đoàn Frieza, ông dẫn đầu một trung đội nhỏ bao gồm bốn chiến binh Saiyan khác là Tora, Fasha, Shugesh và Borgos. Cả năm kiếm sống bằng cách huỷ diệt các nền văn minh trên những hành tình trong vũ trụ, sau đó Frieza sẽ bán chúng cho những chủng tộc cần mua. Bardock đã công khai tuyên chiến với Frieza khi biết hắn có âm mưu diệt chủng người Saiyan, nhưng với sức mạnh của bản thân thì ông ta đã không thể ngăn chặn chuyện đó và bị Frieza đánh bại. Nhưng thay vì giết Bardock trong vụ nổ với hành tinh Vegeta, Frieza lại vô tình đẩy ông ấy về 3.000 năm trước, Bardock được 2 cha con sinh vật lạ cứu chữa và sau đó đối đầu với tổ tiên của Frieza. Do vết thương chưa lành nên ông dễ dàng bị hắn đả bại, nhưng khi phải chịu đựng lời nói sỉ nhục cộng thêm hành động tàn ác của hắn, ông đã tức giận và biến đổi thành hình thái Super Saiyan. Ông được mệnh danh Super Saiyan huyền thoại đầu tiên qua lời kể của Vegeta, và cũng vì lý do này mà tổ tiên của Frieza đã trăn trối lại cho con cháu phải cẩn thận Siêu Saiyan tóc vàng

## Diễn viên lồng tiếng
- Japanese dub: Masako Nozawa
- Funimation dub: Sonny Strait
- Latin American dub: Mario Castañeda
- German Dub: Tommy Morgenstern